# ストックホルム・グローブ・アリーナ
座標: 北緯59度17分37秒 東経18度04分59秒 / 北緯59.29361度 東経18.08306度
アヴィーチー・アリーナ（Avicii Arena）はスウェーデンの首都ストックホルムにあるストックホルム・グローブ・シティ内の中心的な球体形の建物、および屋内競技場。スウェーデン語では単にグローベン（Globen）とも呼ばれている。2009年3月に命名権が導入され、エリクソン社が命名権を取得し、エリクソン・グローブとなった。
2021年5月19日、名称をアヴィーチー・アリーナとすることを発表。スウェーデン出身のアーティストアヴィーチーにちなんだものである。命名は、彼自身も苦しんでいた若者のメンタルヘルスに光を当てることであり、アヴィーチーの家族が創設したTim Bergling Foundationがその問題に取り組んでいる。

## 概要
1989年に完成したこのアリーナは、世界最大の半球状の建物であり、直径110メートル、内部の高さ85メートルあり、スウェーデン・ソーラー・システムの太陽としても知られている。
主に2000年と2016年に開催されたユーロビジョン・ソング・コンテストや、メロディーフェスティバーレン決勝（1989年、2002年から2012年）、ユーロバスケット、アイスホッケー世界選手権、UFC、またフロアボールの聖地でもあり、世界選手権が開催されている。
現在アリーナの隣接地にテレツー・アリーナがある。